# Enrico Conci

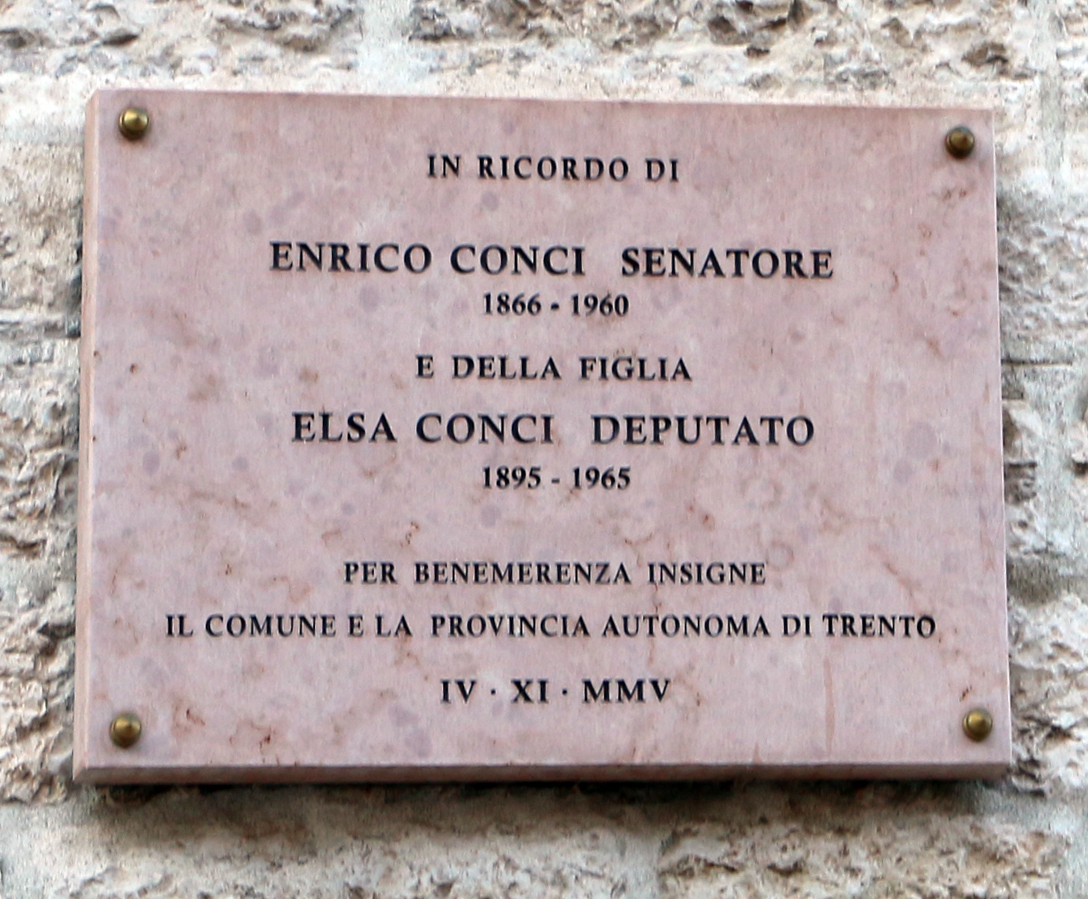
pamětní deska na paláci v Trentu

Enrico Conci (24. června 1866 Trento – 25. března 1960 Trento) byl italský právník a politik italské národnosti z Tyrolska (respektive z Jižního Tyrolska), na počátku 20. století poslanec předlitavské Říšské rady, v letech 1920–1922 prezident prozatímní regionální vlády provincie Tridentsko-Horní Adiže, v meziválečném období i po druhé světové válce člen italského senátu.

## Biografie
Jeho otcem byl Germano Conci, matkou Maria de Zinis. Jeho manželkou se stala Maria Sandri. Měl několik dětí, z nichž Elisabetta Conci byla v poválečném období italskou političkou. Vystudoval práva na Univerzitě Innsbruck (v posmrtné vzpomínce v italském parlamentu uváděna Univerzita Štýrský Hradec). Získal titul doktora práv. Profesí byl advokátem. Byl též oficiálním tlumočníkem do němčiny a francouzštiny. V 90. letech 19. století se uvádí i jako prezident spořitelny v Trentu.
V letech 1896–1914 zasedal jako poslanec Tyrolského zemského sněmu, přičemž v letech 1901–1914 byl i členem zemského výboru. V roce 1908 se stal náměstkem zemského hejtmana (předsedy sněmu a nejvyššího představitele zemské samosprávy) Tyrolska. Funkci náměstka hejtmana zastával až do roku 1918.
Byl i poslancem Říšské rady (celostátního parlamentu Předlitavska), kam usedl ve volbách roku 1897 za kurii venkovských obcí v Tyrolsku, obvod Cles, Cavalese. Mandát zde obhájil i ve volbách roku 1901. Uspěl rovněž ve volbách roku 1907, konaných poprvé podle všeobecného a rovného volebního práva. Byl zvolen za obvod Tyrolsko 25. Mandát zde obhájil ve volbách roku 1911. Byl místopředsedou sněmovny v jejím XXI. zasedání. Na tuto funkci rezignoval 22. října 1913. Ve volebním období 1897–1901 se uvádí jako Dr. Enrico Conci, kandidát advokacie, bytem Trento. Jako poslanec prosazoval zejména rozvoj dopravní infrastruktury v jižním Tyrolsku. Zasadil se o výstavbu tramvajové sítě v Trentu.
Ve volbách roku 1897 kandidoval do Říšské rady jako italský národní katolický kandidát. V lednu 1899 se uvádí jako italský poslanec, který společně s dalšími klerikálními Italy odmítl vstup do poslaneckého Italského klubu a hodlal v něm působit jen jako hospitant. Jako italský národní klerikál se uvádí i ve volbách roku 1901. Je zachycen na fotografii, publikované v květnu 1906 (ovšem pořízené cca v roce 1904), mezi 18 členy poslaneckého klubu Italské sjednocení (Italienische Vereinigung) na Říšské radě. Po volbách roku 1907 zasedal v poslaneckém klubu Italská lidová strana, stejně tak po volbách roku 1911.
Za první světové války byl pro své smýšlení v roce 1915 internován s rodinou v Linci a byl nucen se pravidelně hlásit na policii. Do parlamentu se mohl vrátit na sklonku války. V květnu 1918 přednesl řeč v Praze, ve které vyzval k osvobození utlačovaných národů. Za tento projev byl zbaven funkce náměstka zemského hejtmana. Vrátil pak Řád Františka Josefa. V politické dráze pokračoval i po rozpadu Rakouska-Uherska. V prosinci 1918 se stal správním komisařem provincie Tridentsko-Horní Adiže a od listopadu 1920 do října 1922 zastával funkci prezidenta prozatímní regionální vlády pro Jižní Tyrolsko (provincie Tridentsko-Horní Adiže).
V roce 1920 a 1921 mu byl udělen Řád italské koruny. Roku 1920 byl za zásluhy jmenován za člena italského senátu. Téhož roku byl jmenován do regionálního vedení Italské lidové strany. Z funkce prezidenta prozatímní regionální vlády ho v říjnu 1922 vytlačilo převzetí moci italskými fašisty. Stáhl se pak do ústraní. V roce 1924 se ale veřejně zastal Alcida De Gasperiho, jenž byl terčem kampaně fašistů.
Po druhé světové válce byl vyšetřován kvůli své politické činnosti v období fašistické vlády, ale po čase se mohl vrátit do politického dění. Od roku 1945 byl senátorem Italské republiky.

## Vyznamenání
|  | Řád zásluh o Italskou republiku - IV.třída, důstojník |